# شعب ليضة (الملاح)
شعب ليضة هي إحدى قرى عزلة الملاح بمديرية الملاح التابعة لمحافظة لحج، بلغ تعداد سكانها 75 نسمة حسب تعداد اليمن لعام 2004.